# Caulibugula gracilenta
Caulibugula gracilenta är en mossdjursart som beskrevs av Liu 1985. Caulibugula gracilenta ingår i släktet Caulibugula och familjen Bugulidae. Inga underarter finns listade i Catalogue of Life.